# Distretto di Paks
Il distretto di Paks (in ungherese Paksi járás) è un distretto dell'Ungheria, situato nella provincia di Tolna.